# Елана Меєр
Елана Меєр  (англ. Elana Meyer, нар. 10 жовтня 1966) — південноафриканська легкоатлетка, срібна призерка Олімпійських ігор в Барселоні (Іспанія) у 1992 році.

## Виступи на Олімпіадах
| Олімпіада      | Дисципліна           | Місце |
| -------------- | -------------------- | ----- |
| Барселона 1992 | біг на 10 000 метрів | 2     |
| Атланта 1996   | марафонський біг     | AC    |
| Сідней 2000    | біг на 10 000 метрів | 8     |

## Зовнішні посилання
- Досьє на sport.references.com [Архівовано 31 травня 2009 у Wayback Machine.]